# Biograd na Moru
Biograd na Moru, ital. Zaravecchia, ist eine Stadt in Norddalmatien in der Gespanschaft Zadar in Kroatien.

## Geschichte
Erstmals wurde Biograd Mitte des 10. Jahrhunderts im De Administrando Imperio des Konstantin Porphyrogennetos als Stadt erwähnt. Im 11. Jahrhundert war es Sitz der kroatischen Könige. Um 1059 wurde Biograd Bischofssitz; im selben Jahr wurde das Benediktinerkloster St. Johannes gegründet, im Jahr 1069 das Frauenkloster St. Thomas. Im Jahr 1102 wurde König Koloman von Ungarn in Biograd zum kroatischen König gekrönt. 1125 zerstören die Venezianer die Stadt. Die Zeit der venezianisch-türkischen Kriege hinterließ tiefe Spuren. Besonders schwer waren die Zerstörungen im Jahre 1646. Während des Kroatienkrieges wurde Biograd durch serbischen Artilleriebeschuss mehrfach getroffen und zahlreiche Gebäude beschädigt.

## Kultur und Sehenswürdigkeiten

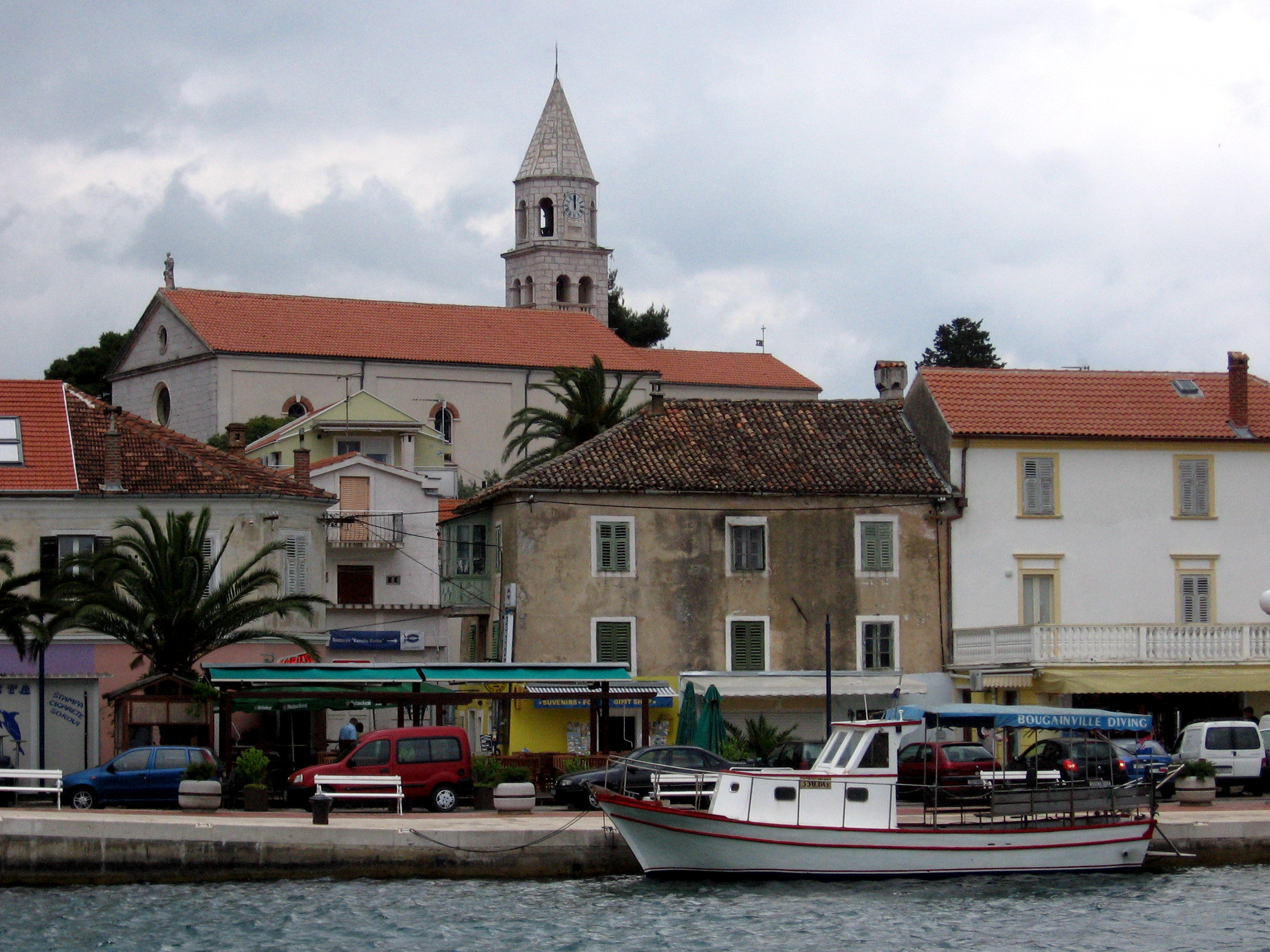
Biograd na Moru, Blick vom Stadthafen auf die Altstadt

Der Kern der alten Siedlung liegt auf einer kleinen Halbinsel. Die Stadtmauer mit Rundtürmen blieb bis zum Ende des 19. Jahrhunderts erhalten. Die Reste des Doms, einer dreischiffigen Basilika, sind vollkommen zerstört, die Reste der Klosterkirche St. Johannes, einer weiteren dreischiffigen Basilika, konnten erforscht und vor dem Zerfall bewahrt werden. Von der Thomaskirche sind nur geringe Reste erhalten. Außerhalb der alten Siedlung wurden die Ruine einer kleineren einschiffigen Kirche mit Apsis sowie altkroatische Gräber entdeckt. Die 1761 erbaute Pfarrkirche St. Anastasia birgt barocke Altäre, einer davon weist eine Goldfassung auf. Außerhalb der alten Siedlung stehen die kleinen Kirchen St. Rochus und St. Anton (1850). In der weiteren Umgebung gibt es vorgeschichtliche Fundstätten und Reste eines antiken Aquädukts. Im Heimatmuseum sind eine archäologische Sammlung mit vorgeschichtlichen, antiken und altkroatischen Exponaten sowie Überreste von Schiffsfrachten aus dem Ende des 16. Jahrhunderts zu sehen.
Vor der Küste liegt die Inselgruppe der Kornaten und der gleichnamige Nationalpark ist nur wenige Seemeilen entfernt.

## Partnerstädte
Neben der Partnerschaft mit Porto San Giorgio (Italien) wurde im Juni 2010 die offizielle Städtepartnerschaft zwischen Biograd na Moru und der baden-württembergischen Gemeinde Kressbronn am Bodensee in Deutschland geschlossen.

## In Biograd geboren
- Ivan Šangulin (1938–2012), ehemaliger jugoslawischer Fußballspieler
- Anton Vučkov (1938–2017), ehemaliger jugoslawischer Fußballspieler